# La Boca
La Boca – portowa dzielnica Buenos Aires, jedna z 47 dzielnic (barrios) stolicy Argentyny. Położona na południowy wschód od centrum miasta. Nazwę (La Boca – usta) zawdzięcza swemu położeniu u ujścia rzeki Riachuelo do rzeki La Plata.
W dzielnicy znajduje się siedziba jednego z najpopularniejszych klubów sportowych Argentyny – Boca Juniors, a także stadion La Bombonera.
Nagrywany był tam serial argentyński „Jesteś moim życiem” („Sos mi vida”), a także teledysk do piosenki z serialu Violetta „Si es por amor”.
Wizytówką turystyczną dzielnicy jest uliczka Caminito.

## Położenie geograficzne
Granicę wyznaczają ulice Regimiento de Patricios, aleja Martín García, aleja Paseo Colón, Brasil, la Dársena Sur i rzeka Riachuelo. Graniczy z dzielnicami, Barracas na zachodzie, San Telmo na północnym zachodzie i Puerto Madero na północnym wschodzie oraz Dock Sud i Avellaneda na południu.

## Historia
Przyjmuje się, że położenie La Boca odpowiada miejscu, w którym Pedo de Mendoza założył pierwszą osadę w roku 1536 (nazywała się ona Puerto de Nuestra Sen ora Santa Maria del Buen Aire, Port Najświętszej Marii Panny Dobrego Powietrza). W tym miejscu marynarze-kolonizatorzy zbudowali swoje pierwsze domy. Pierwsza kolonizacja nie przebiegła pomyślnie. W wyniku konfliktu z plemionami indiańskimi osada została spalona, a ziemie ponownie zajęte przez Indian. W czasach kolonialnych La Boca była zabudowana barakami dla czarnych niewolników. Po odzyskaniu niepodległości funkcjonowała jako solarnia wołowiny (która w ten sposób była konserwowana i przygotowana do eksportu) oraz opalania skóry.
W La Boca znajdował się główny port Buenos Aires, ale ze względu na płytkie wody nie mogły do niego zawijać ciężkie, dalekomorskie statki. W późniejszym czasie (dzięki propozycji Eduardo Madero) port został przeniesiony na północ. W XIX wieku dzielnicę tę zaczęli zasiedlać emigranci włoscy, głównie genueńczycy, którzy nadali jej obecny wygląd. Emigranci stworzyli zabudowę typu Conventillos. Domy były malowane farbami pozostałymi z malowania statków, każdy w innym kolorze. Z powodu powodzi domy były często budowane z blachy falistej i mocowane na palach.
Kamienice Conventillos wyróżniały się dużą liczbą małych pokoi zamieszkanych przez pojedyncze rodziny oraz kuchni i łazienki wspólnej dla wszystkich lokatorów. Charakterystyczne były także nieregularny dziedziniec oraz balkony, z których wchodziło się do mieszkań. Był to obszar malowniczej rozmaitości, na którym mieszały się różne kultury i osobistości jak strażacy, prostytutki, stręczyciele, pijacy, ekwilibryści i karły – uwiecznieni w rzeźbach na uliczce La Boca.
La Boca w roku 1870 miała swój charakterystyczny wygląd i w 1895 roku stała się drugą częścią stolicy. Zamieszkiwało ją 38000 mieszkańców z czego 17 tysięcy pochodziło z Argentyny, 14 tysięcy było Włochami, a pozostałą część stanowili Hiszpanie i inne narodowości.
Mieszkańców dzielnicy, podobnie jak obecnie drużynę piłkarską Boca Juniors, nazywa się Xeneizes (deformacja słowa „zeneixi” które oznacza genueńczyków w ich własnym dialekcie). Sama drużyna jest powodem dumy dla mieszkańców a jej kolory, żółty i granatowy stały się również kolorami całej dzielnicy.